# SDSL
L'SDSL è una tecnologia DSL, nata cioè per consentire di usare i comuni fili del telefono al fine di creare una linea per la trasmissione di dati ad alta velocità. È caratterizzata dal fatto che (tipicamente) le velocità del collegamento sono simmetriche: SDSL significa infatti Symmetric Digital Subscriber Line. In parole povere, la velocità con cui i dati possono essere ricevuti ("downlink") è uguale alla velocità con cui i dati possono essere inviati ("uplink"), diversamente da quanto accade con le connessioni ADSL e "56k" (che consentono di ricevere più dati di quanti non sia possibile trasmetterne).
Spesso si confondono SDSL e G.SHDSL per via di problemi di standardizzazione: in Europa l'ETSI ha definito lo standard per SHDSL con il nome di SDSL.

## Caratteristiche principali
- Le velocità possibili variano fra 72 e 2.320 kb/s, la distanza massima fra utente e centrale telefonica è di circa 3 km.

- A differenza di quanto avviene con altre soluzioni DSL (quali l'ADSL) non è possibile la convivenza dell'SDSL e del tradizionale servizio telefonico sul medesimo doppino, l'intera banda disponibile è infatti utilizzata per il flusso dati.

- L'SDSL è adatta soprattutto a piccole e medie imprese che necessitano di connessioni con velocità simmetriche.

- I modem SDSL sono differenti da quelli di altre tecnologie DSL e l'interoperabilità fra apparati di diversi produttori spesso manca.